# Theridion atratum
Theridion atratum är en spindelart som beskrevs av Tord Tamerlan Teodor Thorell 1877. Theridion atratum ingår i släktet Theridion och familjen klotspindlar.
Artens utbredningsområde är Sulawesi. Inga underarter finns listade i Catalogue of Life.